# Arnold von Siemens

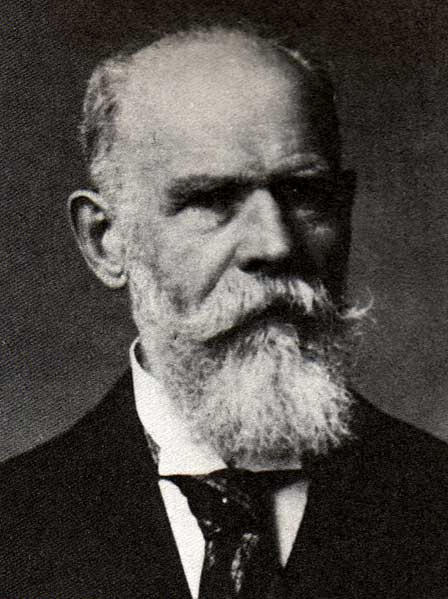
Arnold von Siemens

Arnold von Siemens, född 1853, död 1918, tysk industriledare, son till Werner von Siemens, chef för Siemens-koncernen 1890-1919
Arnold von Siemens tog tillsammans med sin bror Wilhelm von Siemens över Siemens-koncernen 1890 då deras far Werner von Siemens drog sig tillbaka. Arnold von Siemens var med och drev igenom företagets omvandling till aktiebolag 1897.